# 디지털 미디어

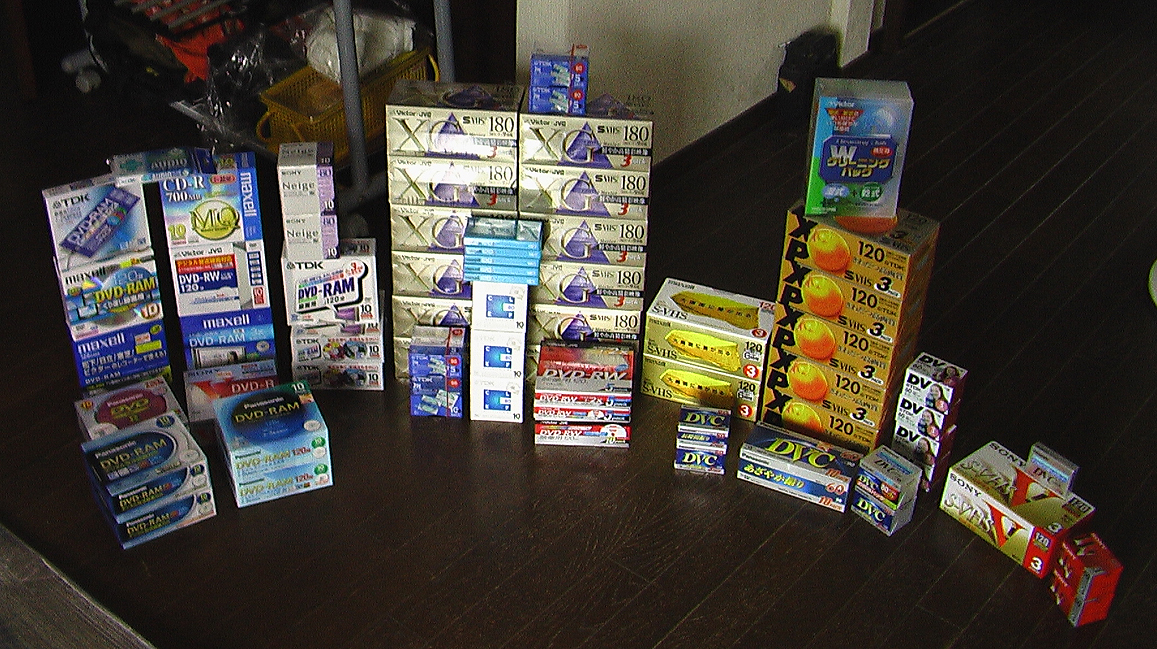
시청각 매체

디지털 미디어(영어: digital media)는 보통 디지털 코드를 기반으로 동작하는 전자 매체를 일컫는다. 아날로그 매체와 대조된다. 오늘날 컴퓨터는 주로 이진 체계를 기반으로 한다. 이때 디지털은 임의의 데이터를 표시할 때 0과 1로 상태를 구분한다. 컴퓨터는 이진 디지털 데이터를 정보로 해석하여 디지털 정보 처리 기기의 우세한 클래스를 표현하는 기기이다. 디지털 오디오, 디지털 영상, 그리고 다른 디지털 콘텐츠와 같은 디지털 미디어(정보를 표현하는 형식)를 만들 수 있으며 디지털 정보 처리 컴퓨터를 통해 공유할 수 있다. 디지털 미디어는 이전의 아날로그 매체에 비해 크나큰 변화를 가져왔다.
디지털 코드의 임의의 연속, 이를테면 "0100 0001"은 십진수 65로 해석된다. 십육진수로는 숫자 41 또는 글자 "A"로 해석된다. 자세한 것은 아스키, 코드를 참조하라.
플로리다의 디지털 미디어 산업 협회인 디지털 미디어 동맹 플로리다(Digital Media Alliance Florida)는 디지털 미디어를 "사람의 표현, 의사소통, 사회 상호작용, 교육을 위한 디지털 예술, 과학, 기술, 사업의 창조적 집중"으로 정의한다.

## 데이터 프로세싱
한 번 디지털화 되면, 미디어는 표준 컴퓨터 하드웨어나 소프트웨어를 이용하거나 아니면 성능이 뛰어난 ASIC 같은 고성능 디지털 하드웨어를 이용한 다양한 방법으로 공정될 것이다. 이 과정은 편집, 여과, 콘텐츠 창조, 접근 통제 장치를 포함할 수 있다.

## 차세대 네트워크 시대
차세대 네트워크는, 기술을 이용해 빠른 속도로 발전하고 있다. 홈레코딩은 이 매체를 급속도로 발전시켰다. 디지털 프로그래밍은 빠르게 다운 받아질 수 있다. 이 기술은 오늘 날 방송가들이 수많은 채널을 생성하기 위해 디지털 기술을 사용할 수 있게 해주었다. 서비스 제공자는 요구만 있으면 언제든지 제공했다. 즉, 언제 어디서나 그들의 미디어를 보거나 들을 수 있는 힘을 가질 기회를 사람들에게 주었다. 디지털 기술은 TV와 컴퓨터를 하나의 단일한 매체로 모아주었다.

## 디지털 미디어의 예
디지털 미디어는 미디어라는 용어의 기술적인 관점을 기반으로 한다.
- 휴대전화
- 콤팩트 디스크
- DVD
- 블루레이 디스크
- 디지털 영상
- 디지털 텔레비전
- 전자책
- 인터넷
- 미니디스크
- 비디오 게임
- pc방[출처 필요]
- 월드 와이드 웹
- 기타 인터렉티브 미디어

## 같이 보기
- 아날로그-디지털 변환회로
- 콘텐츠 전달
- 디지털 신호처리
- 멀티미디어

## 참조 문헌
- Coy, Wolfgang (2005): Analog/Digital. In: Warnke, Martin et al. (2005): Hyperkult II - Zur Ortsbestimmung analoger und digitaler Medien (in German), Bielefeld: transcript Verlag, ISBN 3-89942-274-0
- Nelson, Ted (1990): Literary Machines, Sausalito: Mindful Press.
- Pflüger, Jörg (2005): Wo die Quantität in Qualität umschlägt. In: Warnke, Martin et al. (2005): Hyperkult II - Zur Ortsbestimmung analoger und digitaler Medien (in German), Bielefeld: transcript Verlag, ISBN 3-89942-274-0